# Edison (film)
Pour les articles homonymes, voir Edison.
Pour plus de détails, voir Fiche technique et Distribution.
Edison est un film américain de David J. Burke (en) sorti en 2005.

## Synopsis
Pour avoir été le témoin de l'étrange lien qui existe entre le groupe d'intervention des forces de police de sa ville et un gang de trafiquants, un jeune journaliste se retrouve en première ligne. Lâché par son patron, menacé par ceux dont il veut révéler le secret, il va devoir enquêter, et survivre...
La F.R.A.T. est un groupe de policiers aux méthodes expéditives qui ont réussi à nettoyer la gangrène de la violence à Edison. Mais une jeune recrue de cette unité d'élite, Deed, voit un jour sa vie basculer le jour où son collègue Lazerov, un maniaque de la gâchette, abat un drogué sous ses yeux, et laissant l'ami du défunt endosser le crime en disant qu'il a tué en état de légitime défense. Mais un jeune journaliste qui s'occupe d'écrire les verdicts pour un petit journal, Josh Pollack, remarque que le « coupable » remercie Deed après son témoignage lors du procès. Le jeune reporter se heurte au mutisme des policiers.
Mais lorsqu'il écrit cet article, son patron, Ashford, le congédie. Pollack continue son enquête sur cette affaire louche, mais au fur et à mesure, il trouve des informations contradictoires concernant cette enquête. 
L'affaire va prendre une autre tournure quand Pollack et sa petite amie se font agresser par Lazerov et d'autres officiers de la F.R.A.T.
Deed porte secours au couple. Remis sur pied, Pollack décide de continuer avec l'aide d'Ashford et de Levon Wallace, un enquêteur chevronné et vieille connaissance d'Ashford.

## Fiche technique
- Titre : Edison
- Réalisateur : David J. Burke (en)
- Scénario : David J. Burke (en)
- Musique : Tobias Enhus
- Photographie : Francis Kenny
- Montage : Casey O. Rohrs
- Production : Boaz Davidson, Randall Emmett, George Furla et John Thompson
- Société de production : Millennium Films, Emmett/Furla/Oasis Films, VIP 3 Medienfonds, Nu Image Entertainment, Ascendant Pictures, Rising Star et Brightlight Pictures
- Pays :  États-Unis et  Allemagne
- Genre : Action, policier, drame et thriller
- Durée : 99 minutes
- Dates de sortie : 
  -  Canada : 17 septembre 2005 (Festival du film de Toronto)
  -  États-Unis : 18 juin 2006 (sortie DVD)
  -  France : 10 mai 2006

## Distribution
- Morgan Freeman (VF : Benoît Allemane ; VQ : Aubert Pallascio) : Moses Ashford
- Kevin Spacey (VF : Bernard Métraux ; VQ : Pierre Auger) : Levon Wallace
- Justin Timberlake (VF : Alexis Tomassian ; VQ : Nicolas Charbonneaux-Collombet) : Josh Pollack
- LL Cool J (VF : Lucien Jean-Baptiste ; VQ : François L'Écuyer) : officier Rafe Deed
- Dylan McDermott (VF : Bruno Dubernat ; VQ : Thiéry Dubé) : sergent Frances Lazerov
- John Heard (VF : Bernard-Pierre Donnadieu ; VQ : Mario Desmarais) : capitaine Brian Tilman
- Cary Elwes (VF : Éric Herson-Macarel ; VQ : Antoine Durand) : DA Jack Reigert
- Roselyn Sanchez (VF : Déborah Perret ; VQ : Catherine Proulx-Lemay) : Maria
- Damien Dante Wayans (VF : Frantz Confiac ; VQ : Frédéric Desager) : Isaiah Charles
- Garfield Wilson : Rook
- Marco Sanchez : Reyes
- Darryl Quon : Wu
- Andrew Jackson : Ives
- Tim Paul Perez : Butler
- Piper Perabo (VF : Caroline Santini ; VQ : Geneviève Désilets) : Willow Summerfield
- Bryan Genesse : Campos
- Françoise Yip : Crow
- Robert Miano : Droste
- Jacqueline Ann Steuart (VF : Danièle Douet) : Marilyn
- Frank Ferrucci : Hector, le père de Maria
- Victoria White : Melba Charles
- David Lewis : M. Crow
- B. J. Harrison : le juge
- Rekha Sharma : le procureur
- Glen Ennis : Bouncer
- Chris Gauthier : le rédacteur
- Sage Brocklebank : un ami
- Jim Byrnes : marchand local
- David Palffy : le gardien de prison

Sources et légendes : version française (VF) sur Voxofilm ; version québécoise sur Doublage.qc.ca

## Autour du film
- Edison permet de retrouver Morgan Freeman et Kevin Spacey ensemble dix ans après Seven.
- Le réalisateur, David J. Burke (en) n'est pas un inconnu pour Kevin Spacey, puisque le scénariste avait travaillé avec le comédien dans la série Un flic dans la mafia, où il incarnait un patron du crime. Pour Edison, Burke lui confie le rôle d'un flic.
- Premier véritable rôle au cinéma du chanteur Justin Timberlake, qui faisait qu'une apparition dans le film Longshot, de Lionel C. Martin. Quant à LL Cool J, il est connu dans le milieu du rap.

## Sortie
Le film est sorti en salle dans certains pays (comme la France), mais est sorti directement en DVD dans d'autres (comme aux États-Unis).